# Adlafia bryophila
Adlafia bryophila (syn. Navicula bryophila) – gatunek okrzemek występujący w czystych wodach słodkich. Pierwszy raz opisany w Islandii. Jest kosmopolityczny i spotykany w różnych siedliskach.

## Morfologia
Okrywy z często równoległymi, rzadziej lekko wypukłymi brzegami, lekko wyciągniętymi, tępo zaokrąglonymi końcami. Długość 10–20 (25) μm, szerokość (2,5) 3–4 μm. Prążki 29–36 w 10 μm, silnie promieniste, poniżej końców gwałtownie zmieniają się na konwergentne. W części środkowej okrywy niektóre prążki mogą być naprzemiennie silniej lub słabiej skrócone. Pole środkowe bardzo małe, czasami nie występuje ze względu na niejednakowo skrócone prążki. Rafa nitkowata.

## Ekologia
Gatunek występuje przede wszystkim w strumieniach i jeziorach Europy środkowej, natomiast w większych rzekach niemal nie występuje. Optymalne warunki występowania znajduje w jeziorach górskich, ale także i w wodach stojących obszarów wyżynnych i na nizinach. Miejscami występuje w populacjach reprezentowanych przez liczne osobniki. Wrażliwa na zanieczyszczenia organiczne przekraczające poziom słabej β-mezosaprobii, przy czym bardzo tolerancyjna względem mineralizacji
W polskim wskaźniku okrzemkowym dla oceny stanu ekologicznego rzek (IO) przypisano mu wartość wskaźnika trofii równą 1,3 natomiast wskaźnika saprobii 1,1, co potwierdza preferencje do wód dość czystych. Gatunek referencyjny dla rzek o podłożu węglanowym i krzemianowym.

## Gatunki podobne
Podobnym z wyglądu gatunkiem jest Adlafia suchlandtii, ale ona posiada co najwyżej lekko wyciągnięte końce, przeciętnie nieco węższe okrywy i rzadziej ustawione prążki (26–28 w 10 μm). Rzadko występująca Adlafia aquaeductae (Krasske) Lange-Bertalot jest większa (długość 20–26 μm, szerokość 4–4,5 μm) i posiada większe, poprzecznie rozszerzone pole środkowe.